# Morinda tinctoria
La Morinda tinctoria és una planta del gènere Morinda, de la família de les rubiàcies, nativa del sud de l'Àsia. Rep el seu nom llatí per les seves propietats per a tenyir la roba.

## Descripció
És un arbust o arbre petit de tipus perenne que mesura entre 5 i 10 metres d'alçada. Les fulles mesuren de 15 a 25 cm de llarg, i són entre oblongues i lanceolades. Les flors, tubulars, són blanques i perfumades, d'uns 2 cm de llarg. Els fruits, sincarps, són verds i d'un diàmetre de 2-2,5 cm.

## Usos
Aquesta planta es cultiva molt a l'Índia per treure'n el tint morindona, que es comercialitza amb el nom local de Suranji, i que s'empra per tenyir cotó, seda i llana en tons vermellosos, axocolatats o violacis. El principi colorant rau especialment en l'escorça de l'arrel de la M. tinctoria, i hom el recol·lecta quan la planta assoleix els tres o quatre anys, perquè si la planta es deixa madurar més gairebé no se'n recull gens. Les arrels més productives són les més petites, i les que fan més d'un centímetre de diàmetre es descarten. El principi actiu és un glucòsid, la morindina que, per un procés d'hidròlisi origina el tint. Fixant-lo amb diversos mordents es produeix la gamma de colors: groc-vermell amb mordent d'alumini, xocolata amb el de crom, violeta o negre amb el fèrric. Es va exportar a la Gran Bretanya per a la indústria tèxtil llanera i cotonera, sense èxit però.
Aquesta espècie, com altres del mateix gènere (p.e. M.officinalis), s'usa també amb finalitats medicinals. La medicina popular empra les fulles i arrels de la planta amb finalitats astringents, emmenagògiques i per calmar el dolor de la gota.